# The Cloud Room (album)
The Cloud Room to pierwszy album amerykańskiej grupy The Cloud Room, wydany w 2005 roku. Pochodzący z tej płyty utwór "Hey Now Now" został wykorzystany w reklamie napoju gazowanego Pepsi.

## Lista utworów
1. "Hey Now Now"
2. "Waterfall"
3. "Blackout!"
4. "Devoured in Peace"
5. "Sunlight Song"
6. "Beautiful Mess"
7. "The Hunger"
8. "O My Love"
9. "Blue Jean"
10. "Sunlight Reprise"
11. "We Sleep in the Ocean"